# Li Rui
Li Rui —en en chino simplificado, 李锐— (Pekín, 13 de abril de 1917-Ib., 16 de febrero de 2019) fue un historiador y político chino. Se unió al Partido Comunista en 1937 y se convirtió en el secretario personal de Asuntos Industriales de Mao Zedong. Después de retirarse de la vida política, Li se convirtió en escritor y defensor de la reforma democrática en China.

## Biografía
Li era uno de los primeros y entusiastas miembros del Partido Comunista Chino, que había viajado a la base comunista de Yan'an a fines de los años treinta. En pocos años, primero sufrió la persecución revolucionaria allí.
A mediados de la década de 1950, Li fue brevemente uno de los secretarios de Mao Zedong, lo que le dio acceso al círculo interno de la elite gobernante de China, pero sus críticas al Gran Salto Adelante y el apoyo a Peng Dehuai lo llevaron a su denuncia y exilio. Más tarde declaró que Mao desestimaba el sufrimiento y la muerte causados por sus políticas: «La manera de pensar y gobernar de Mao fue aterradora. No le dio ningún valor a la vida humana. Las muertes de otros no significaron nada para él».
Li ayudó a negociar el establecimiento de Joint Factory 718, establecido en Dashanzi en cooperación con Alemania Oriental como una extensión del Plan de Unificación Socialista de cooperación militar-industrial entre la Unión Soviética y el joven estado comunista chino. Desde 1957, fue su director inaugural. Li fue luego denunciado como un elemento antipartidista y pasó veinte años en prisión, emergiendo en 1979 y tres años después de ser elegido para el Comité Central, y luego en 1983 se convirtió en vicedirector del Departamento de Organización del Partido Comunista.
Li era viceministro del Ministerio de Conservación del Agua y más tarde, en el momento de su planificación, se opuso al proyecto de la Presa de las Tres Gargantas. Continuó oponiéndose a la construcción de la presa después de las protestas de la Plaza de Tiananmen en 1989.

### Disidencia
En el 16.º Congreso del Partido Comunista en 2002, Li causó un gran revuelo al pedir una reforma política. Comenzó a escribir ampliamente. En noviembre de 2004, el Departamento de Propaganda del partido prohibió que Li fuera publicada en los medios de comunicación.
Al enterarse de la muerte de Zhao Ziyang en 2005, Li regresó a Beijing desde el extranjero e inmediatamente fue a la casa del exsecretario general para presentar sus últimos respetos. En 2006, fue uno de los principales firmantes de una carta abierta que condenaba el cierre por parte del estado del periódico de investigación Freezing Point.
Antes del XVII Congreso del Partido Comunista en 2007, Li y el académico retirado Xie Tao publicaron artículos en los que se pedía que el Partido Comunista se convirtiera en un partido socialista de estilo europeo, comentarios que fueron condenados por el aparato de propaganda del partido. En octubre de 2010, Li fue el principal firmante de una carta abierta al Comité Permanente de la Asamblea Nacional del Pueblo, pidiendo una mayor libertad de prensa.